# Thesmothet
Der Begriff Thesmothet bezeichnete im antiken Griechenland im weitesten Sinne Rechtsgelehrte und Urteilsarchivare, in erster Linie als öffentliches Amt (später auch Adelstitel).

## In archaischer Zeit
Die Thesmotheten waren in Athen circa ab dem 7. vorchristlichen Jahrhundert ein Kollegium von sechs Männern; sie waren die obersten Richter für Fragen des öffentlichen Rechts und zeichneten (wahrscheinlich) auch einen Teil des geltenden Rechts auf. Sie hatten den Vorsitz über die Geschworenengerichte inne und bildeten ein Kollegium von „Verwaltungsrichtern“, über dem lediglich noch der eponyme Archon als oberster Gerichtsherr Athens stand. Dieses Archontat war vermutlich ursprünglich als Lebensamt für Eupatriden angelegt.

## In klassischer Zeit
Die  Thesmotheten wahrten ihren Geschäftsbereich in der klassischen Zeit, im Gegensatz zu anderen Ämtern, am ehesten. Sie waren oberste Gerichtsherren bei öffentlichen Klagen im Interesse des Staates sowie bei politischen Klagen und beschlossen die Gerichtstage und Größe der Gerichtshöfe. Auch die Klagen wegen Ehebruchs – eigentlich zum Gebiet des Archons gehörend – kamen vor ihr Gericht, da bei ihnen die Todesstrafe verhängt werden konnte; ein Recht, das nur den Thesmotheten zukam. Sie wurden für ein Jahr gewählt, seit den Solonischen Reformen ausgelost.
Drakon war um 620 v. Chr. Thesmothet von Athen und war mit der Entwicklung einer neuen Rechtsreform beauftragt. Er schaffte erstmals die damals gesetzlich geduldete Blutrache ab und übertrug die allgemeine Gerichtsbarkeit dem staatlichen Gericht, dem Areopag. Außerdem sprach Drakon die Bürgerrechte jedem zu, der seine Kriegsbewaffnung selbst stellen konnte.